# Rambrouch
Rambrouch (lb. Rammerech, niem. Rambruch) − miejscowość i gmina (gemeng / commune / Gemeinde) w zachodnim Luksemburgu, w kantonie Redange. Do 3 października 2015 gmina leżała w dystrykcie Diekirch, a do 26 lipca 1978 jako miejscowość należała do gminy Folschette. Siedziba administracyjna gminy znajduje się w miejscowości Rambrouch. Liczy 4836 mieszkańców (1 stycznia 2023). Graniczy z Belgią.

## Podział administracyjny
Do gminy należy 19 miejscowości, w tym 15 (Uertschaft) oraz cztery lieu-dit:
1. Arsdorf (Ueschdref)
2. Bigonville (Bungeref / Bondorf)
3. Bigonville-Poteau (Kimm), lieu-dit
4. Bilsdorf (Bilschdref)
5. Eschette (Éischt / Escheid)
6. Flatzbour (Flatzbuer)
7. Folschette (Folscht / Folscheid)
8. Haut-Martelange (Uewermaartel / Obermartelingen)
9. Holtz (Holz)
10. Hostert (Hueschtert)
11. Jardin Napoléon (Napoleonsgaart), lieu-dit
12. Koetschette (Kietscht / Kötscheid)
13. Martelinville (Rommeler Haff), lieu-dit
14. Perlé (Pärel / Perl)
15. Rambrouch (Rammerech / Rambruch)
16. Riesenhof (Riesenhaff), lieu-dit
17. Rombach-Martelange (Roumecht / Rombach-Martelingen)
18. Schwiedelbrouch (Schwiddelbruch / Schwiedelbruch)
19. Wolwelange (Wolwen / Wolwelingen)